# 田代富士男
田代 富士男（たしろ ふじお、1931年〈昭和6年〉2月22日 - ）は、日本の元政治家、元公明党参議院議員(4期)。

## 来歴
佐賀県出身。旧制三養基中卒。聖教新聞社、創価学会関西本部に勤務する。1965年の第7回参議院議員通常選挙で大阪府選挙区から公明党公認で立候補して初当選。以来連続4期当選する。参議院法務委員長、運輸委員長、党大阪府連本部長、参議院国会対策委員長などを歴任した。1988年に砂利船汚職事件で全国砂利石材店用組合連合会から現金を受け取った事が発覚。田代は離党して参議院議員を辞職した。その直後に受託収賄罪で起訴された。1992年に大阪地裁で懲役2年6ヶ月、執行猶予3年の判決を受けた。